# Piotr Przysłupski
Piotr Przysłupski (ur. w 1950 w Chobieni) – polski fizyk.

## Życiorys
Absolwent Uniwersytetu Wrocławskiego z 1974. Po skończeniu studiów podjął pracę w Instytucie Niskich Temperatur i Badań Strukturalnych PAN we Wrocławiu. W tym instytucie doktoryzował się w 1981 (praca na temat własności nadprzewodzących układów cienkowarstwowych o strukturze A-15 i faz Chevrela) (promotorem był prof. Bolesław Makiej). Po doktoracie przeniósł się do Instytutu Fizyki PAN w Warszawie. Od 1986 prowadzi prace nad nadprzewodnikami wysokotemperaturowymi.
W 1995 uzyskał habilitację na podstawie rozprawy Nadprzewodnictwo w silnie skorelowanych układach wieloskładnikowych. 22 października 2007 został profesorem nauk fizycznych.